# Mike Pinder
Michael Thomas "Mike" Pinder, född 27 december 1941 i Erdington i Birmingham, död 24 april 2024 i Kalifornien, var en brittisk musiker och låtskrivare. Pinder var med och bildade rockgruppen The Moody Blues 1964 som slog igenom sent samma år med hitsingeln "Go Now!". Pinder som en tid arbetat på bolaget Streetly Electronics som tillverkade mellotroner fick överta en begagnad mellotron som han byggde om och kom att använda på skivan Days of Future Passed 1967. Pinders mellotronspel kom sedan att bli ett av gruppens viktigaste kännetecken fram till 1972. Han skrev och samskrev också många kompositioner åt gruppen. Efter att gruppen tillfälligt brutit upp 1974 medverkade Pinder 1978 på albumet Octave innan han kom att lämna gruppen för alltid. Han ersattes av Patrick Moraz. Där emellan, 1976, släppte han soloalbumet The Promise.

## Diskografi
Album med The Moody Blues
- 1965 – The Magnificent Moodies
- 1967 – Days of Future Passed
- 1968 – In Search of the Lost Chord
- 1969 – On the Threshold of a Dream
- 1969 – To Our Children's Children's Children
- 1970 – A Question of Balance
- 1971 – Every Good Boy Deserves Favour
- 1972 – Seventh Sojourn
- 1974 – This Is The Moody Blues (samlingsalbum)
- 1977 – Caught Live + 5 (livealbum)
- 1978 – Octave
- 1999- Strange times

Soloalbum
- 1976 – The Promise
- 1994 – Among The Stars
- 1995 – A Planet With One Mind